# NGC 5772
NGC 5772 est une vaste galaxie spirale située dans la constellation du Bouvier à environ 222 millions d'années-lumière de la Voie lactée. NGC 5772 a été découverte par l'astronome britannique John Herschel en 1828.
La classe de luminosité de NGC 5772 est II et c'est une galaxie du champ, c'est-à-dire qu'elle n'appartient pas à un amas ou un groupe et qu'elle est donc gravitationnellement isolée. Selon la base de données Simbad, NGC 5772 est une galaxie de Seyfert de type 2.
À ce jour, cinq mesures non basées sur le décalage vers le rouge (redshift) donnent une distance de 71,240 ± 23,275 Mpc (∼232 millions d'al), ce qui est à l'intérieur des valeurs de la distance de Hubble.

## Supernova
Deux supernovas ont été découvertes dans NGC 5772 : SN 2002ee et SN 2015bb.

### SN 2002ee
Cette supernova a été découverte le 19 juillet 2002 par les astronomes amateurs américains Tim Puckett et Dave Toth. Cette supernova était de type IIP.

### SN 2015bb
Cette supernova a été découverte le 16 novembre 2015 par l'astronome japonais Kunihiro Shima. Cette supernova était de type Ic.